# Oncostemum subcuspidatum
Oncostemum subcuspidatum är en viveväxtart som beskrevs av Joseph Marie Henry Alfred Perrier de la Bâthie. Oncostemum subcuspidatum ingår i släktet Oncostemum och familjen viveväxter. Inga underarter finns listade i Catalogue of Life.